# Saskatoon Sheiks
Saskatoon Sheiks byl profesionální kanadský klub ledního hokeje, který sídlil v Saskatoonu v provincii Saskatchewan. V letech 1921–1926 působil v profesionální soutěži Western Canada Hockey League. Své domácí zápasy odehrával v hale Crescent Arena s kapacitou 3 400 diváků.
Klub byl založen v roce 1921 a stal se zakládajícím členem Western Canada Hockey League. Ještě v průběhu inauguračního ročníku byl přestěhován do Moose Jaw. Ovšem zde klub nebyl příliš populární a pro divácký nezájem byl po odehrání ročníku přestěhován zpátky do Saskatoonu. Po zániku WCHL se stal členem nově založené ligy Prairie Hockey League. Klub zanikl společně s ligou v roce 1928.

## Historické názvy
Zdroj: 
- 1921 – Saskatoon Sheiks
- 1922 – Moose Jaw Sheiks
- 1922 – Saskatoon Crescents
- 1923 – Saskatoon Sheiks

## Umístění v jednotlivých sezonách
Stručný přehled
Zdroj: 
- 1921–1926: Western Canada Hockey League
- 1926–1928: Prairie Hockey League

Jednotlivé ročníky
Zdroj: 
Legenda: Z - zápasy, V - výhry, VP - výhry v prodloužení, R - remízy, P - porážky, PP - porážky v prodloužení, VG - vstřelené góly, OG - obdržené góly, +/- - rozdíl skóre, B - body, fialové podbarvení - reorganizace, změna skupiny či soutěže
| USA / Kanada (1921 – 1928) |      |        |    |    |    |   |    |    |     |     |     |    |        |                 |
| Sezóny                     | Liga | Úroveň | Z  | V  | VP | R | PP | P  | VG  | OG  | +/- | B  | Pozice | Play-off        |
| 1921/22                    | WCHL | –      | 24 | 5  | –  | 0 | –  | 19 | 67  | 137 | -70 | 10 | 4.     | –               |
| 1922/23                    | WCHL | –      | 30 | 8  | –  | 2 | –  | 20 | 91  | 125 | -34 | 18 | 4.     | –               |
| 1923/24                    | WCHL | –      | 30 | 15 | –  | 3 | –  | 12 | 91  | 73  | +18 | 33 | 3.     | –               |
| 1924/25                    | WCHL | –      | 28 | 16 | –  | 1 | –  | 11 | 102 | 75  | +27 | 33 | 2.     | Semifinále WCHL |
| 1925/26                    | WCHL | –      | 30 | 18 | –  | 1 | –  | 11 | 93  | 64  | +29 | 37 | 2.     | Semifinále WCHL |
| 1926/27                    | PHL  | –      | 32 | 14 | –  | 3 | –  | 15 | 103 | 94  | +9  | 31 | 2.     | Finále PHL      |
| 1927/28                    | PHL  | –      | 28 | 18 | –  | 5 | –  | 5  | 86  | 39  | +47 | 41 | 1.     | Vítěz PHL       |